# Amel Association International
Amel est une organisation non gouvernementale (ONG) libanaise non confessionnelle créée en 1979. 
Active dans l’action d’urgence comme dans des projets de développement de plus long terme, elle vise à apporter un soutien aux populations – locales ou étrangères - les plus nécessiteuses au Liban.

## Histoire

### Formation et action sur fond de guerre civile libanaise (1979-1989)
Amel voit le jour en 1979, en réaction à la deuxième invasion israélienne d’une partie du Sud-Liban (opération Litani) qui causa de nombreux massacres et déplacements de populations, ainsi que la  destruction d’une grande partie des infrastructures libanaises. C’est dans ce contexte de violences que le Dr Kamel Mohanna, médecin libanais engagé, originaire de Khiam, décide avec l’aide d’un groupe de journalistes, de professeurs et d’intellectuels, de fonder Amel. Le but initial de l’association étant de fournir une aide d’urgence aux victimes de la guerre civile libanaise.
À travers 27 centres et dispensaires, 3 hôpitaux de campagnes répartis sur tout le territoire libanais ainsi qu’une équipe de défense civile et 30 ambulances, Amel s’engage dans des actions d’urgence et d’assistance aux populations.
Elle permet aussi à 1012 blessés de guerre de se faire soigner à l’étranger et participe à un programme de réhabilitation de personnes atteintes d’un handicap physique causé par la guerre, grâce auquel 400 personnes ont pu bénéficier de prothèses chirurgicales. 

### Retour à la paix et développement de l’association (1989-2011)
En 1989, les accords de Taëf viennent mettre un terme à 15 années de guerre civile libanaise et inaugurent un retour progressif à la paix dans le pays. Après dix ans de secours et d’assistance aux victimes de guerre, Amel décide alors de passer d’une logique d’urgence à une logique de développement. Une restructuration s’effectue alors : élection d’un nouveau comité directeur, réorganisations des centres et des postes de chacun, etc.
Sans renoncer aux services de santé, l’association lance alors des programmes d’alphabétisation, de formation professionnelle, d’aide aux personnes handicapées, et de développement rural. Elle continue par ailleurs à se développer dans les zones les plus défavorisées du Liban  à travers la création de 24 centres (banlieues Sud de Beyrouth, Mont Liban, Bekaa et Sud Liban).

### Le programme de réponse d'urgence à la crise syrienne (2012-2014)
L’éclatement de la crise syrienne en 2011, et l’arrivée massive de milliers de réfugiés syriens sur le territoire libanais pousse Amel à renouer avec l’aide humanitaire d’urgence.
Ainsi, en avril 2012, Amel lance un plan d’urgence, baptisé « Réponse d’urgence à la crise syrienne », afin de garantir que toutes les populations affectées par la crise syrienne puissent vivre dignement. Dans ce cadre, elle a déjà fourni plus de 350 000 services aux populations réfugiés et populations d’accueils, allant de soins d’urgence ou consultation généralistes, aux distributions de nourritures ou fournitures de bases, en passant par des cours de remises à niveau pour enfants déscolarisés ou des activités visant à renforcer la cohésion sociale au sein des populations.
Avec le soutien d’organisations internationales et d’agences des Nations unies, les programmes de réponses à la crise syriennes sont répartis dans 16 des 23 centres d’Amel et se concentrent sur les réfugiés syriens et les communautés hôtes.
Par ailleurs, 4 cliniques mobiles ont été mises en place dans la région de la Bekaa, effectuant chacune une moyenne de 1000 consultations par mois, afin d’atteindre les réfugiés syriens vivant dans les régions les plus reculées. L’ouverture de deux cliniques mobiles supplémentaires est prévue pour l’année 2014.
Jusqu’à ce jour (juillet 2014), Amel continue à augmenter son soutien aux populations et d’élargir la gamme de services proposés, avec notamment les projets de cliniques mobile supplémentaire devant voir le jour à la fin d’année 2014.

## Missions et Actions

### Valeurs
La vision d’Amel est donc celle d’une société participative, respectueuse de l’humanité de ses citoyens, et qui permettrait une autonomie économique et sociale de ses populations locales. Elle espère contribuer à la construction d’une société démocratique et prospère, un pays où la citoyenneté deviendra un concept partagé par tous et où les droits fondamentaux (santé, éducation…) et la liberté d’expression seront assurés par l’État. Un état où tous les individus, quel que soit leur confession, appartenance politique, niveau socio-économique ou nationalité vivront en harmonie.

### L’action d’Amel

#### Éducation, protection de l’enfance et soutien psycho-social aux familles
Les projets éducatifs proposés par Amel cherchent à renforcer le droit et l’égalité des enfants d’accéder à l’éducation. Ils consistent en l’organisation de sessions de soutien scolaire ou encore de cours d’apprentissage accéléré (Accelerated Learning Programme ALP) afin de remettre à niveau des enfants déscolarisés dans le but de les réintégrer au système scolaire libanais (En 2012, plus de 500 enfants ont bénéficié de ces cours).  
L’association fournit également une assistance et un soutien psycho-social aux familles les plus démunies à travers la production et la diffusion de matériel éducatif, la mise en place de garderies ainsi que l'organisation de sessions de prévention sur différentes problématiques (travail des enfants, ateliers sur les problèmes de violence domestique…).[réf. nécessaire]
Ces initiatives sont complétées par la mise en place d’activités éducatives et récréatives,ayant pour but de promouvoir les valeurs d’amitié, de tolérance et de respect aux enfants, mais aussi de développer leur esprit créatif, tout en facilitant l’accès à l’assimilation de leurs droits.
Dans cette direction, un nouveau programme a été lancé pour les enfants syriens. Amel a conduit une campagne appelée « Retour à l’école », dont le but est de faciliter la réintégration des enfants réfugiés dans le système scolaire par la distribution des kits comprenant des fournitures scolaires et des aides financières.

#### Protection et promotion des Droits de l’homme
L’action d’Amel pour la promotion et la protection des droits de l’homme se manifeste à travers différents types de projets, parmi lesquelles les exemples suivants : 
En juillet 2004, Amel Association lance le projet « INITIATIVE I », qui consiste en la mise en place de séances de sensibilisation sur les droits des femmes et des enfants pendant une année, par des volontaires d’Amel formés au préalable sur ces questions. Bien que le projet initial ait ciblé 800 bénéficiaires, INITIATIVE I a finalement touché 2354 participant, ouvrant la voie à une seconde édition INITIATIVE II venant renforcer et soutenir les actions déjà mises en place[réf. souhaitée].  
En 2009, Dr Kamel Mohanna, Dr Karim Mufti et Wissam Al-Saliby créent la « Maison Amel pour les droits de l’homme » (AHHR). 
À travers ce projet, Amel souhaite agir dans la sensibilisation et la formation concernant les droits de l’homme à travers tout le monde arabe. Son premier projet fut la mise en place d’une Université d’été sur l’aspect légal des conflits armés, qui s’est tenu à trois reprises depuis 2011. De même, elle propose des séances de formations à l’édition et la publication de vidéos promouvant les droits de l’homme.

#### Protection des travailleurs domestiques étrangers
Depuis mars 2012, AMEL fait partie d’un consortium d’ONG actives dont le but est d’augmenter la coordination de l’assistance envers les travailleurs domestiques.   

## Partenariats
Depuis 2001, Amel détient un statut consultatif spécial auprès du Conseil économique et social des Nations unies (ECOSOC). L’association est par ailleurs membres  du Collectif des ONG du Liban, du collectif des ONG arabes, de l’ICVA, du Global Coalition  for Social Protection, de la fondation Anna Lindh-Euromed, du Humanitarian Accountability Partnership, et Département des Nations unies pour l'Information publique.